# Fiat Dino
O Fiat Dino foi um modelo esportivo produzido pela Fiat. O motor era de 6 cilindros em "V", derivado do Ferrari Dino produzido pela Ferrari. O modelo Coupé foi introduzido em 1967, no Geneva Motorshow, na Suíça, um ano após a apresentação do modelo Spider, que foi introduzido em 1966 no Turin Motorshow, na Itália.
O motor possuía 2.000 centímetros cúbicos de capacidade, com 158 hp de potência, sendo expandido para 2.400 centímetros cúbicos de capacidade, com 178 hp de potência, a partir de 1969.
A produção de um carro com a marca Fiat, usando um motor produzido pela Ferrari, antes da compra da mesma pela Fiat em 1969, somente ocorreu devido à necessidade da Ferrari em ter seu motor "V6" sendo usado num carro de produção, que tivesse, no mínimo, 500 unidades produzidas num período de 12 meses, para continuar a usar este motor no campeonato de Fórmula 2.
Como tal volume de produção estava fora do escopo de exclusividade dos veículos produzidos pela Ferrari, foi feita a parceria com a Fiat, fato que representou a fabricação de veículos de prestígio à Fiat.